# Tomáš Hrubý (basketbalista)
Tomáš Hrubý (* 30. června 1978) je český basketbalista hrající Národní basketbalovou ligu za tým BK Breda & Weinstein Opava. Hraje na pozici pivota.
Je vysoký 206 cm, váží 106 kg.

## Kariéra v NBL
- 1998 – 2000 : BK Ústí nad Labem
- 2005 – 2007 : USK Praha

## Statistiky
| Sezóna   | Soutěž      | Odehrané minuty | Průměr na zápas | Body | Průměr na zápas |
| -------- | ----------- | --------------- | --------------- | ---- | --------------- |
| 1998/99  | Mattoni NBL | 649.0           | 17.5            | 244  | 6.6             |
| 1999/00  | Mattoni NBL | 297.9           | 13.0            | 127  | 5.5             |
| 2005/06  | Mattoni NBL | 765.8           | 30.6            | 392  | 15.7            |
| 2006/07* | Mattoni NBL | 243.9           | 16.3            | 118  | 7.9             |

 *Rozehraná sezóna - údaje k 20.1.2007 